# SNVI M 120
Le SNVI M 120 est un camion tout-terrain  de fabrication algérienne, produit par SNVI en deux versions civile et militaire,.
Il est motorisé par un 6 cylindres de 110 chevaux (F6L912),.

## Gamme

### Civile
- M 120 chasse neige
- M 120 4x4 citerne à eau potable
- M 120 plateau transport de personnes

### Militaire
- M 120 transport de troupes
- M 120 torpédo
- M 120 dégage obstacles
- M 120 chasse neige
- M 120 décontamination
- M 120 lutte contre incendie (Pour Aérodromes)

## Utilisateurs militaires
- Algérie : comme camion de transport de troupes.
- Mali : comme camion de transport de troupes.